# Zugmara
Zugmara (ros. Зугмара) – wieś w Rosji, w Kraju Zabajkalskim, w rejonie pietrowsk-zabajkalskim. W 2010 liczyła 282 mieszkańców.